# Hätten Sie’s gewusst?
Hätten Sie’s gewusst? war eine 60-minütige Fernsehsendung, die von 2019 bis 2020 vom NDR Fernsehen produziert und ausgestrahlt wurde. Unter der Moderation von Jörg Pilawa stellten drei Kandidaten ihr Wissen über ein Hobby oder Interessensgebiet unter Beweis.

## Ablauf

### Folge 1 bis 6
Alle Kandidaten haben stets ein spezielles Hobby oder eine Leidenschaft. Mit ihrem Wissen darüber treten sie in einem Duell gegen einen prominenten Experten an, wobei sie im Vorfeld nicht wissen, um wen es sich dabei handeln wird. Auch der Moderator ist diesbezüglich nicht vorinformiert und genauso ahnungslos wie die Kandidaten.
Maximal 9 Fragen werden je Themengebiet gestellt und wer im Duell zuerst 5 Fragen richtig beantwortet hat, gewinnt die Runde. In der Endrunde treten alle Kandidaten, die den Experten besiegt haben, gegeneinander an. Ihnen werden nun drei Fragen zu ihrem Wissensgebiet gestellt, die alle richtig beantwortet werden müssen, um den Gewinn zu erhalten. Sollten mehrere Kandidaten alle drei Fragen richtig beantworten, gibt es ein Stechen in Form einer allgemeinen Wissensfrage.
Als prominente Wissensgegner fungieren Filmstars, Musiker, Showmaster, Politiker, Olympiasieger, Weltmeister oder auch Weltstars. Die Kandidaten können bei erfolgreichem Duell am Ende des Abends 7777 Euro gewinnen.

### Folge 7 bis 12
Mit der neuen Staffel gibt es nur noch die drei prominenten Experten, die nun im direkten Wissenswettstreit gegeneinander antreten. In einer ersten Runde wird von jedem ein Grundkapital von maximal 1000 Euro erspielt, das in der zweiten Runde durch weitere 7 allgemeine Fragen um maximal 8442 Euro erhöht werden kann. Die beiden Kandidaten mit den meisten „Punkten“ spielen in der Endrunde gegeneinander und erhalten drei Fragen zu ihrem Wissensgebiet. Nur wer diese alle richtig beantwortet, gewinnt seine erspielte Summe, die dann für einen guten Zweck gespendet wird.

## Spielhintergrund
Hätten Sie’s gewusst? möchte zeigen, dass es sich immer lohnt, sich Wissen langfristig anzueignen. Die Sendung nimmt dabei ganz bewusst die große Tradition von legendären Quizshows wie Der Große Preis oder Alles oder nichts wieder auf.

## Folgen
| Folge | Sendedatum        | Experten-Gäste                                                     | Themen                                                                           | Ergebnis                                                                                                 |
| ----- | ----------------- | ------------------------------------------------------------------ | -------------------------------------------------------------------------------- | --- |
| 1     | 18. Dezember 2019 | Matthias Opdenhövel Magdalena Forsberg Gunther Tiersch             | Boris Becker Schwedisches Königshaus Meteorologie                                | Sieg für den Boris-Becker-Kandidaten Steven Arnold (nach Stechen)                                        |
| 2     | 22. Dezember 2019 | Marijke Amado Frank Elstner Florian König                          | Amsterdam TV-Shows der 80er Formel 1                                             | Ausschließlich der Amsterdam-Kandidat erreicht das Finale, kann aber nicht alle drei Fragen beantworten. |
| 3     | 29. Dezember 2019 | Mareile Höppner Max Schautzer Henning Baum                         | Prinz Harry die Olympischen Sommerspiele 1972 Götter der griechischen Mythologie | Sieg für den Sportkandidaten                                                                             |
| 4     | 21. März 2020     | Thomas Hermanns Marek Erhardt Donald Bäcker                        | ABBA Heinz Erhardt die Hurtigruten                                               | Sieg für die Abba-Kandidatin                                                                             |
| 5     | 29. März 2020     | Reinhold Beckmann Andrea Sawatzki Jürgen Tarrach Danny Morgenstern | Helmut Schmidt Hunde James Bond                                                  | kein Sieger                                                                                              |
| 6     | 13. April 2020    | Boris Becker Beatrice Egli Jochen Breyer                           | Whisky Udo Jürgens Jürgen Klopp                                                  | kein Sieger                                                                                              |
| 7     | 2. August 2020    | Atze Schröder Motsi Mabuse Bernd Stelter                           | Nordsee Nelson Mandela Niederländisches Königshaus                               | kein Sieger                                                                                              |
| 8     | 9. August 2020    | Guido Cantz Meret Becker Johannes Wimmer                           | Otto Waalkes Marilyn Monroe Mondlandung                                          | |
| 9     | 16. August 2020   | Michael Mittermeier Moritz Bleibtreu Jutta Speidel                 | Präsidenten der USA Geschichte des Kaffees heimische Pflanzenwelt                | Sieg für M. Mittermeier (er drittelt seinen Gewinn für die beiden Mitstreiter)                           |
| 10    | 23. August 2020   | Joachim Llambi Paul Panzer Stefanie Hertel                         | Wiener Walzer Otto Lilienthal Backen                                             | kein Sieger                                                                                              |
| 11    | 30. August 2020   | Katarina Witt Florian Martens Heike Makatsch                       | Musical Hauptstädte der Welt Beatles                                             | Sieg für K. Witt (4710 Euro, sie drittelt den Gewinn für die beiden Mitstreiter)                         |
| 12    | 6. September 2020 | Maddin Schneider Ulla Kock am Brink Sebastian Klussmann            | Dick und Doof Kinderfernsehen der 1970er-Jahre Japan                             | S. Klussmann(8665 Euro, gibt je 1500 Euro für die beiden Mitstreiter)                                    |